# Maruca Pérez
María Valenta Pérez Escamilla (Ciudad de México, 22 de abril de 1903 – ibidem, 18 de marzo de 1937), conocida artísticamente como Maruca Pérez, fue una cantante mexicana, reconocida por ser la primera intérprete femenina de Agustín Lara y una de las pioneras del tango en México. En 1929, grabó al menos cuatro temas—entre ellos dos tangos de Lara, «Canalla» y «Mentira»—para el sello Víctor. También fue artista exclusiva de la estación de radio XEB en la década de 1930.

## Discografía
- «Canalla» (grabado el 11 de junio de 1929)[7]
- «Mentira» (grabado el 11 de junio de 1929)[7]
- «Flor de fango» (grabado el 17 de junio de 1929)[7]
- «Arrepentida» (grabado el 17 de junio de 1929)[7]